# 王小丫
王 小丫（おう しょうあ、1968年1月22日 - ）は、中華人民共和国の司会。

## 略歴
1968年1月22日、四川省涼山イ族自治州昭覚県に生まれた。
1986年9月に四川大学経済系に入学し、1990年7月に卒業。卒業後は『試産改革時報』の記者となった。
1996年、北京広播（放送）学院（現在の中国伝媒大学）で電視文学を学んだあと。同年、商人の呂成功と結婚。1997年に卒業した後、中国中央電視台に配属される。
2001年、呂成功と離婚する。
2009年、最高人民検察院検察長の曹建明と結婚。

## テレビ番組
- 『経済半小時』
- 『金土地』
- 『開心辞典』
- 『央視財経評論』